# 29555 MACEK
29555 MACEK — астероїд головного поясу, відкритий 18 лютого 1998 року.
Тіссеранів параметр щодо Юпітера — 3,148.